# 무균

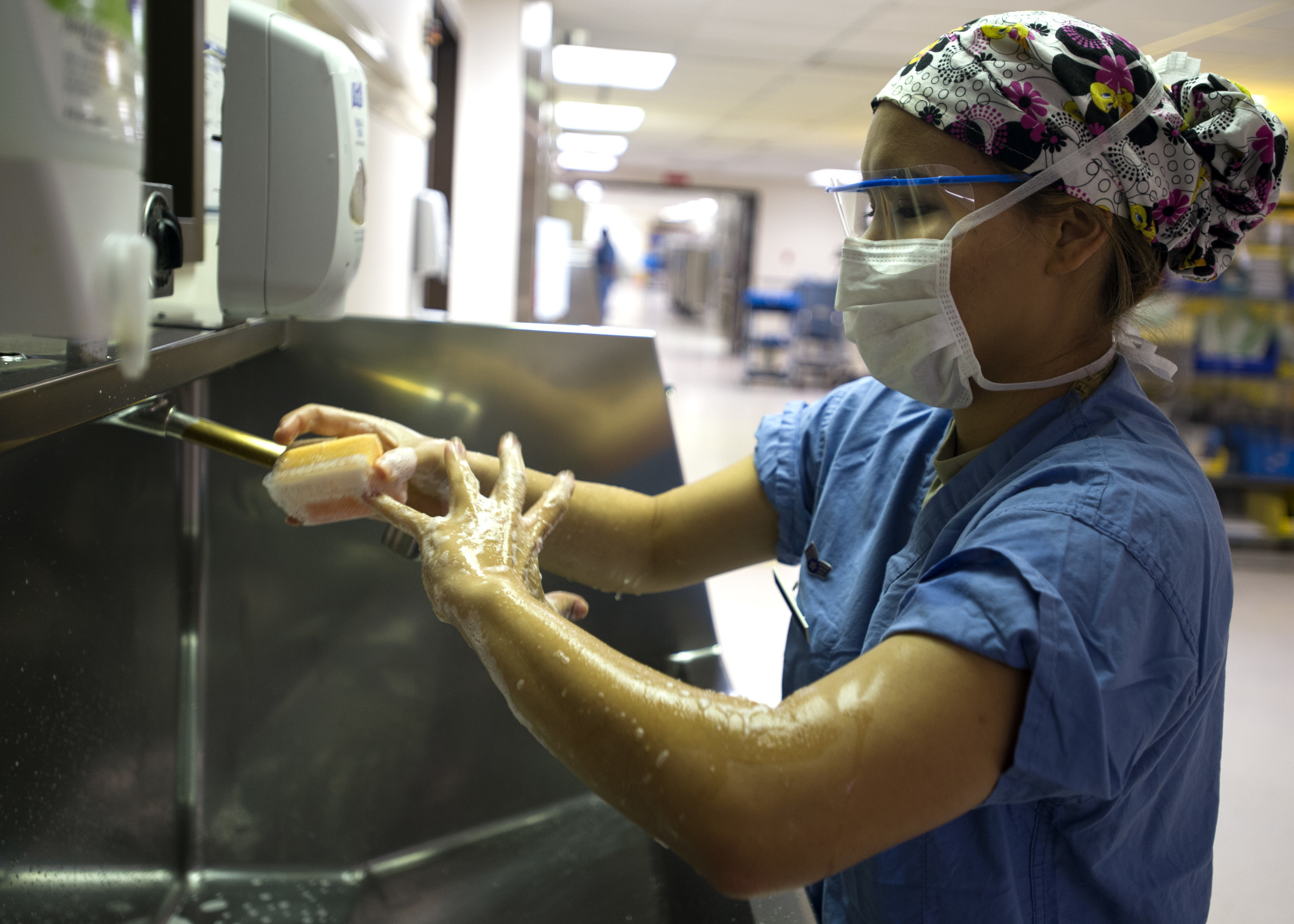
수술을 위해 손을 문지르고 있는 한 여성

무균(Asepsis, 無菌)은 질병을 일으키는 미생물(예: 병원균 박테리아, 바이러스, 병원균 곰팡이, 기생충 등)로부터 자유로운 상태를 말한다. 무균법(無菌法)이라고도 한다.

## 개요
병원미생물학(病原微生物學)의 수립과 발전으로 창상(創傷)감염 병원균이 확인되고, 파스퇴르가 제창한 가열멸균(加熱滅菌)에 의한 이학적(理學的) 소독법의 채용을 더하여 외과(外科) 용구나 붕대 재료의 고온 멸균법이 제시되었다. 1883년 이래, 프랑스의 테리옹(1844-1895)은 끓이기·건열(乾熱)·화염 멸균(火焰滅菌), 독일의 노이벨(1850-1932)은 멸균·무균법의 개량, 심멜부시(1860-1895)는 증기 멸균법의 일반적 응용을 개척하는 등 살균 소독법과 함께 무균법이 일어나 외과 수술의 범위가 현저하게 확대되고 개복술(開腹術)·내장 수술 등도 차차 성행하게 되었다.

## 같이 보기
- 이그나스 젬멜바이스
- 살균